# Campylandra siamensis
Campylandra siamensis là một loài thực vật có hoa trong họ Măng tây. Loài này được Yamashita & M.N.Tamura mô tả khoa học đầu tiên năm 2001.